# Filum terminal
Li, Lv. 1e et 5e vertèbres lombaires.
SII 2è vertèbre sacrée.
1. Dure-mère.
2. Partie basse de la cavité subarachnoïdienne.
3. Extrémité basse de la moelle épinière.
4. Filum terminal interne.
5. Filum terminal externe.
Le filum terminal («fil terminal») est un fragile fil de tissu conjonctif d'environ 20 cm de longueur, descendant depuis l'apex du cône terminal. Il provient de la pie-mère, et forme un support longitudinal à la moelle épinière. Il se compose de deux parties: 
- La partie supérieure, ou filum terminale internum, d'environ 15 cm de long atteint le bord inférieur de la deuxième vertèbre sacrée. Il est continu au-dessus du pie mère et est contenu dans une gaine tubulaire de la dure-mère. De plus, il est entouré par les nerfs formant la queue-de-cheval, depuis lesquels il peut être facilement reconnu par sa couleur blanc bleuâtre.
- La partie inférieure, ou filum terminale externum, adhère étroitement à la dure-mère. Il s'étend vers le bas à partir de l'apex de la gaine tubulaire et est attaché à l'arrière du premier segment du coccyx dans une structure parfois appelée ligament coccygien.

Le nerf vertébral le plus bas, le nerf coccygien, quitte la moelle épinière au niveau du cône médullaire, au-dessus du filum terminal. Cependant, quelques brins de fibres nerveuses adhérent à la surface externe du filum terminal, représentant probablement les deuxième et troisième nerfs coccygiens rudimentaires. De plus, le canal central de la moelle épinière s'étend de 5 à 6 cm au-delà du cône médullaire, dans le filum terminal.

## Images supplémentaires

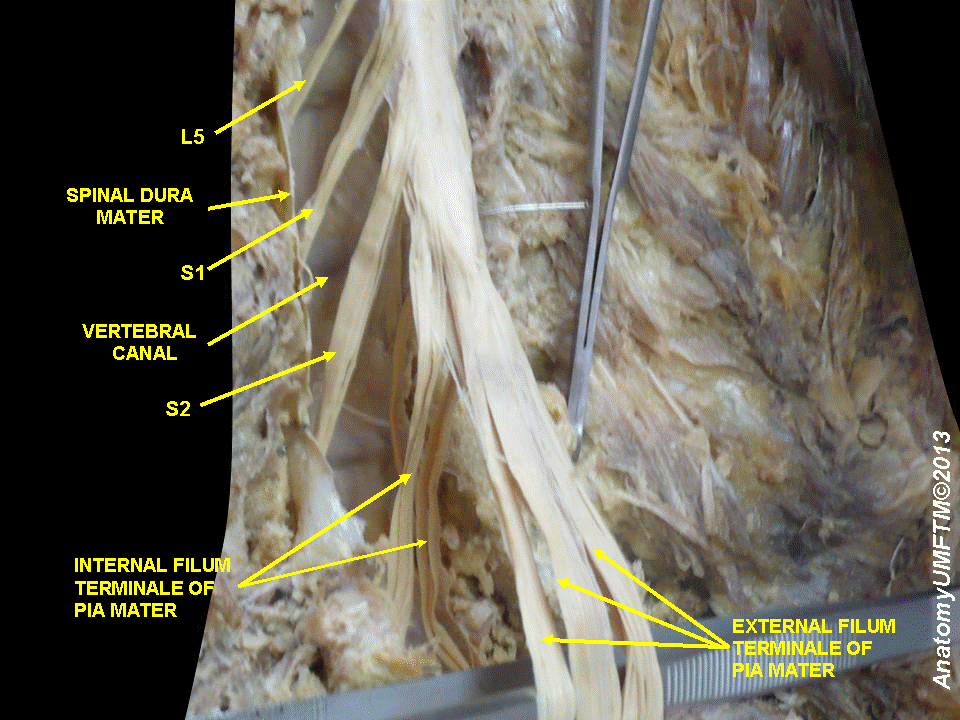
Moelle épinière. Membranes vertébrales et racines nerveuses, dissection profonde. Vue postérieure.
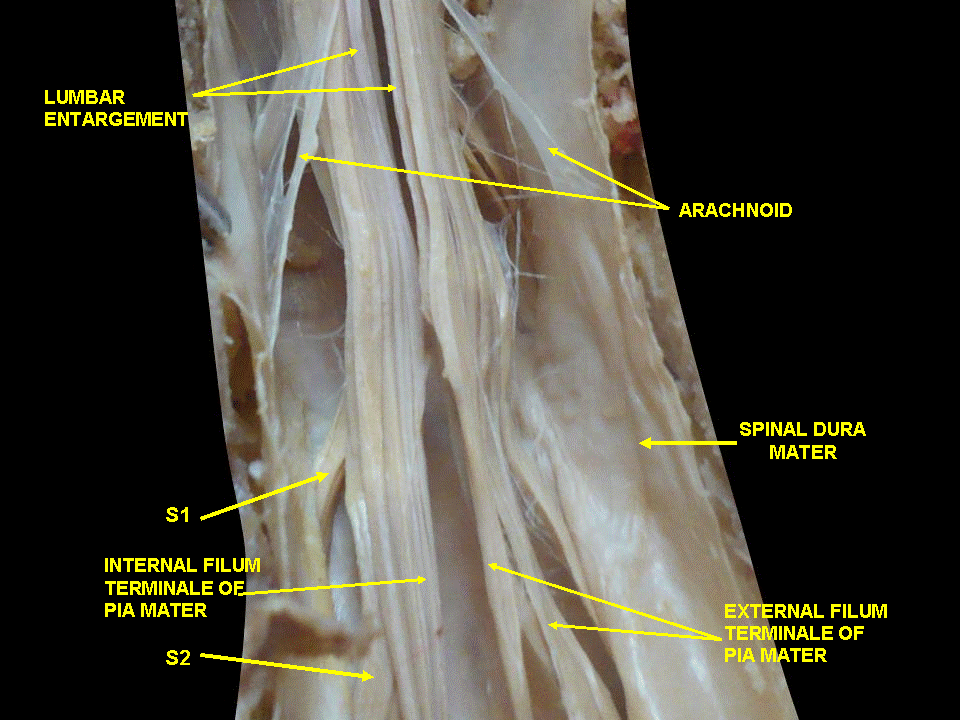
Moelle épinière. Membranes vertébrales et racines nerveuses, dissection profonde. Vue postérieure.
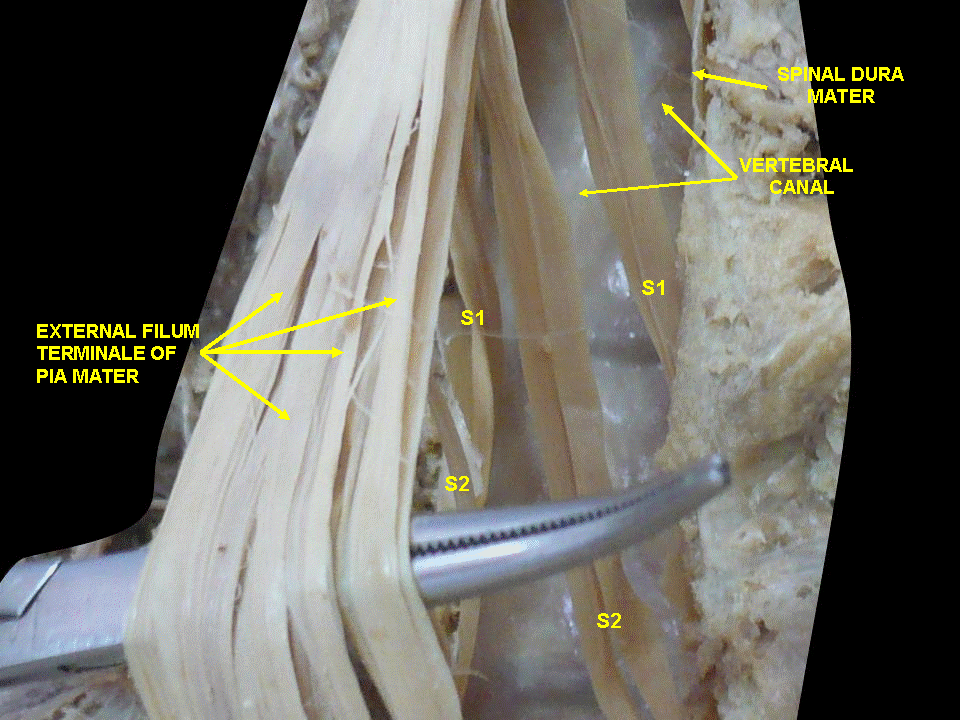
Moelle épinière. Membranes vertébrales et racines nerveuses, dissection profonde. Vue postérieure.
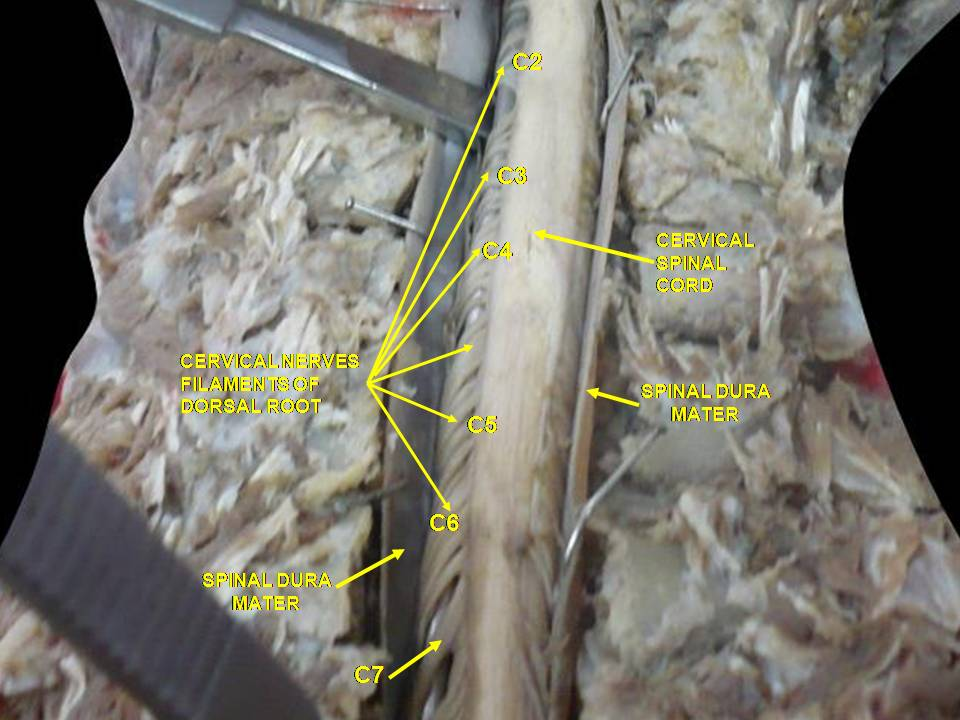
Moelle épinière. Membranes vertébrales et racines nerveuses, dissection profonde. Vue postérieure.
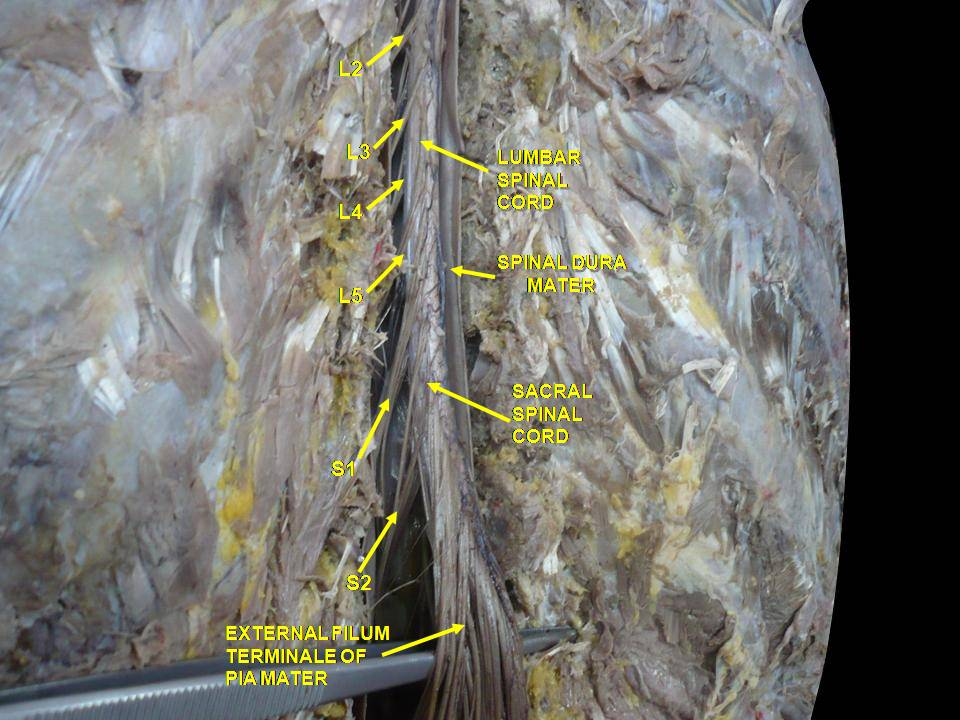
Moelle épinière. Membranes vertébrales et racines nerveuses, dissection profonde. Vue postérieure.
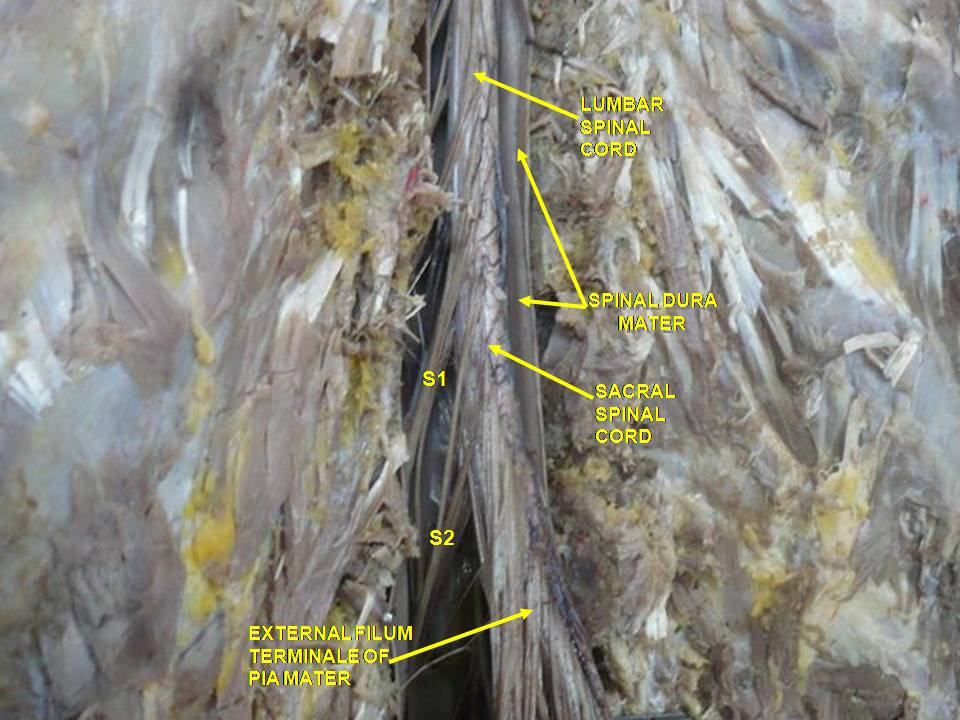
Moelle épinière. Membranes vertébrales et racines nerveuses, dissection profonde. Vue postérieure.
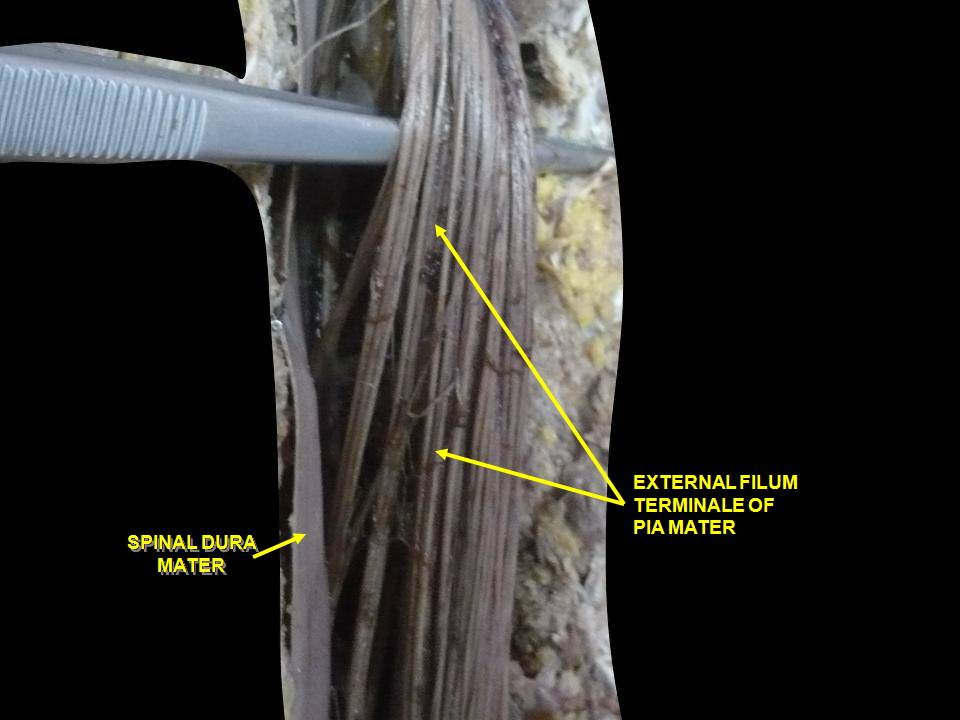
Moelle épinière. Membranes vertébrales et racines nerveuses, dissection profonde. Vue postérieure.